# フィンカ・ベタニアの聖体の奇跡

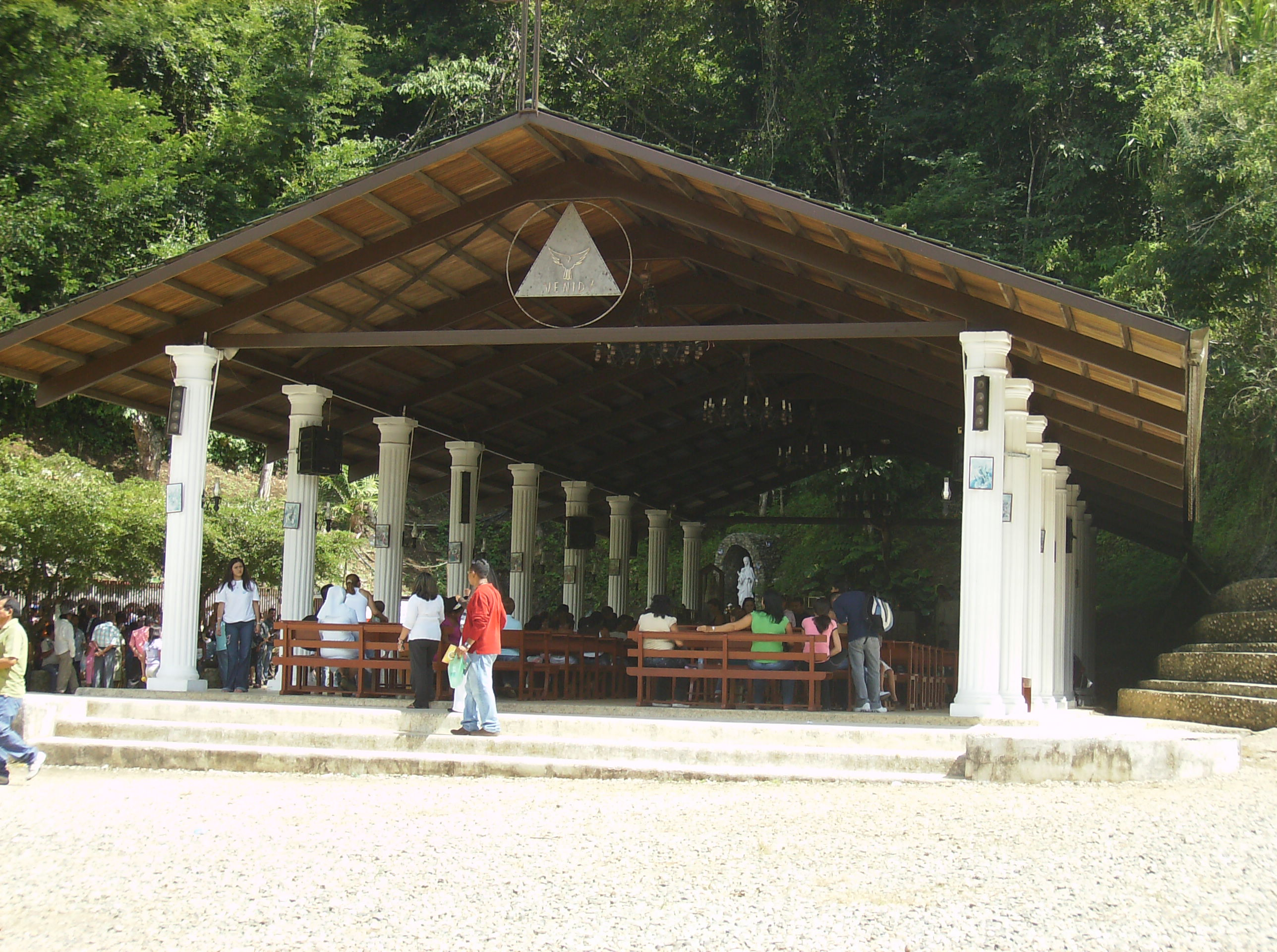
フィンカ・ベタニアの聖堂

フィンカ・ベタニアの聖体の奇跡は、1991年にベネズエラのフィンカ・ベタニアで起こったとされる聖体の奇跡の事である。

## 概要
1991年12月8日、司祭のオッティ・オッサ・アリスティザバルは、ベネズエラのミランダ州クアにあるフィンカ・ベタニアの聖堂の礼拝堂で深夜ミサを捧げていた。聖変化後、聖体を聖体皿に戻すと、司祭が分割した聖体の断面の一部に赤い染みが見え、血液の様な液体が流れ出した。ミサに参加していた巡礼者たちは、聖体の血と一致する可能性のある傷が司祭にはないことをすぐに確認した。ミサ後、司祭はその聖体を聖堂の香部屋に安全に安置した。翌日の朝6時に聖体を見に行くと、現象が続いていた。血液は乾き始めていたが流れ続けていることを確認した。1992年2月、ロステケスの司教ピオ・ベロ・リカルドは聖体の現象を奇跡と承認した。

## 調査
ピオ・ベロ・リカルド司教の要請により、聖体はカラカスの法医学部門で研究調査を受けた。分析の結果、聖体の血と司祭の血は一致しなかった。血液型ABの人間の血液であることが確認され、トリノの聖骸布やランチャーノの奇跡に見られるものと同様の血液型であることが明らかになった。

## 遺物
聖遺物は現在、ロステケスにあるアウグスティヌス会の修道院の聖体礼拝が捧げられている礼拝堂に安置されている。現在も血は新鮮に見える。世界中からの多くの巡礼者による礼拝の対象となっている。